# Прапор Вілворде
Прапор Вілворде був офіційно прийнятий муніципальною радою 8 вересня 1982 року як муніципальний прапор муніципалітету Вілворде в провінції Фламандський Брабант. 1 квітня 1985 року він був підтверджений урядом Фландрії та остаточно опублікований 8 липня 1986 року в офіційному бельгійському державному віснику.

Офіційно прапор описується так: 
Червоний з жовтою вільною чвертю.
Прапор — полотнище, яке зображене на гербі міста; банер показує найстаріший відомий герб Вілворде. Кольори прапора також походять від муніципального герба. 

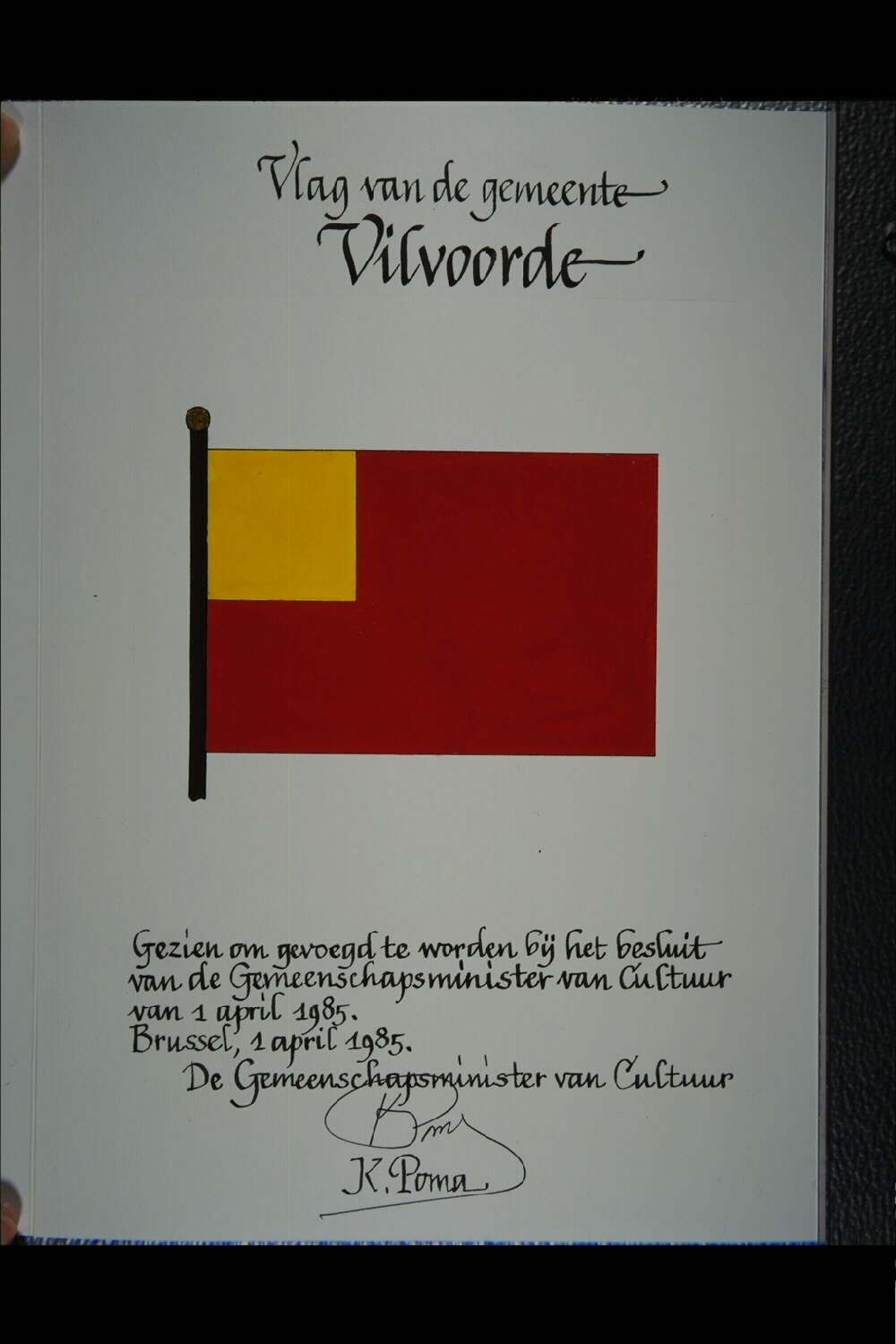
Дизайн прапора, намальований Карелом Помою
Прапор до 1986 року
Герб Вілворде